# ITTF-Weltrangliste
Die ITTF-Weltrangliste ist eine Weltrangliste für Tischtennissportler. Sie wird jede Woche vom Tischtennis-Weltverband ITTF getrennt für Damen und Herren herausgegeben. Hier wird die Spielstärke der Sportler anhand ihrer letzten Ergebnisse in offiziellen Wettkämpfen bewertet.
Die Weltranglistenersten sind aktuell (August 2025) Lin Shidong (Männer) bzw. Sun Yingsha (Frauen). Den Rekord für die längste Zeit als Weltranglistenerste stellten Ma Long bzw. Zhang Yining auf, die für 34 bzw. 60 Monate am Stück diesen Titel trugen und insgesamt für 64 bzw. 82 Monate lang auf Platz 1 standen.
Aus der ITTF-Weltrangliste entsteht automatisch die Europa-Rangliste, indem die nichteuropäischen Spieler herausgestrichen werden.
Neben dem Prestige kann eine Platzierung in einer Rangliste auch materielle Bedeutung haben. So wurden die Teilnehmer des European Masters Cup gemäß ihrer Platzierung in der Europaliste eingeladen.

## Geschichte
1928 veröffentlichte der ITTF erstmals eine Weltrangliste.
In der Folge erschien meist einmal jährlich eine Rangliste. Jedes Mitglied des Ausschusses für Weltranglisten schlug eine Rangliste vor. Daraus errechnete man durch Mittelwertbildung die endgültige Rangliste. Auf diese Weise konnten nur wenige Aktive bewertet werden.
Seit 1991 wird die Weltrangliste mit Hilfe von Computern erstellt. Auf diese Weise können wesentlich mehr Aktive berücksichtigt werden, auch kann die Rangliste öfter erstellt werden.
Das System sah vor, einem Spieler bei einem Sieg Punkte gutzuschreiben und bei einer Niederlage seine Punktzahl zu reduzieren. Zudem verlor ein Aktiver Punkte, wenn er längere Zeit an keinem Wettkampf teilnahm. Dieses System hatte zur Folge, dass manche Spitzenspieler aus Furcht vor Punktverlusten bestimmten Turnieren fernblieben. Daher änderte der ITTF ab Januar 1998 den Berechnungsmodus: Punktverluste bei Niederlagen wurden begrenzt, zudem wurden Bonuspunkte für gute Platzierungen in einem Turnier vergeben. Inaktivität führte nicht mehr zum Punktabzug.
Zum 1. Januar 2018 wurde die Berechnungsmethode auf ein kumulatives System umgestellt: Einzelne Siege und Niederlagen haben keine Auswirkungen mehr auf die Punktzahl, diese hängt nur noch von erreichten Turnierplatzierungen ab, wobei die besten acht Turniere – inklusive eines kontinentalen Turniers – der letzten zwölf Monate berücksichtigt werden.
Im April 2020 fror der ITTF die Rangliste ein, da wegen der COVID-19-Pandemie der Spielbetrieb ruhte. Im Dezember 2020 wurde die Weltrangliste fortgeführt.
Seit 2021 wird die Weltrangliste mit der neuen Berechnung nicht mehr monatlich, sondern wöchentlich generiert.

### Die Weltranglistenersten
Männer (Monate)
- 09/2000–10/2002:  Wang Liqin (26)
- 11/2002–12/2002:  Ma Lin (2)
- 01/2003–05/2003:  Timo Boll (5)
- 06/2003–06/2003:  Werner Schlager (1)
- 07/2003–07/2003:  Ma Lin (1)
- 08/2003–09/2003:  Timo Boll (2)
- 10/2003–05/2004:  Ma Lin (8)
- 06/2004–11/2004:  Wang Liqin (6)
- 12/2004–12/2004:  Wang Hao (1)
- 01/2005–02/2007:  Wang Liqin (26)
- 03/2007–05/2007:  Ma Lin (3)
- 06/2007–06/2007:  Wang Liqin (1)
- 07/2007–09/2007:  Ma Lin (3)
- 10/2007–12/2009:  Wang Hao (27)
- 01/2010–12/2010:  Ma Long (12)
- 01/2011–03/2011:  Timo Boll (3)
- 04/2011–09/2011:  Wang Hao (6)
- 10/2011–05/2012:  Ma Long (8)
- 06/2012–12/2012:  Zhang Jike (7)
- 01/2013–02/2013:  Xu Xin (2)
- 03/2013–04/2013:  Ma Long (2)
- 05/2013–06/2013:  Xu Xin (2)
- 07/2013–02/2014:  Ma Long (8)
- 03/2014–02/2015:  Xu Xin (12)
- 03/2015–12/2017:  Ma Long (34)
- 01/2018–02/2018:  Dimitrij Ovtcharov (2)
- 03/2018–03/2018:  Timo Boll (1)
- 04/2018–06/2019:  Fan Zhendong (15)
- 07/2019–10/2019:  Xu Xin (4)
- 11/2019–11/2019:  Fan Zhendong (1)
- 12/2019–12/2019:  Xu Xin (1)
- 01/2020–01/2020:  Fan Zhendong (1)
- 02/2020–03/2020:  Xu Xin (2)
- 04/2020–12/2020:  Fan Zhendong (3)

Frauen (Monate)
- 01/1999–12/2002:  Wang Nan (48)
- 01/2003–12/2007:  Zhang Yining (60)
- 01/2008–01/2008:  Guo Yue (1)
- 02/2008–10/2008:  Zhang Yining (9)
- 11/2008–11/2008:  Li Xiaoxia (1)
- 12/2008–12/2009:  Zhang Yining (13)
- 01/2010–09/2010:  Liu Shiwen (9)
- 10/2010–01/2011:  Guo Yan (4)
- 02/2011–02/2011:  Li Xiaoxia (1)
- 03/2011–03/2011:  Guo Yan (1)
- 04/2011–10/2011:  Li Xiaoxia (7)
- 11/2011–08/2013:  Ding Ning (22)
- 09/2013–09/2014:  Liu Shiwen (13)
- 10/2014–10/2015:  Ding Ning (13)
- 11/2015–09/2016:  Liu Shiwen (11)
- 10/2016–10/2017:  Ding Ning (13)
- 11/2017–12/2017:  Zhu Yuling (2)
- 01/2018–02/2018:  Chen Meng (2)
- 03/2018–03/2018:  Zhu Yuling (1)
- 04/2018–06/2018:  Chen Meng (3)
- 07/2018–12/2018:  Zhu Yuling (6)
- 01/2019–05/2019:  Ding Ning (5)
- 06/2019–12/2020:  Chen Meng (13)

#### Seit 2021 (Stand Juli 2025)
Männer (Wochen)
- 1/2021–26/2023:  Fan Zhendong (130)
- 27/2023–27/2023:  Wang Chuqin (1)
- 28/2023–40/2023:  Fan Zhendong (13)
- 41/2023–42/2023:  Wang Chuqin (2)
- 43/2023–11/2024:  Fan Zhendong (21)
- 12/2024–06/2025:  Wang Chuqin (47)
- seit 07/2025:  Lin Shidong

Frauen (Wochen)
- 1/2021–4/2022:  Chen Meng (56)
- 5/2022–11/2022:  Sun Yingsha (7)
- 12/2022–28/2022:  Chen Meng (17)
- seit 29/2022:  Sun Yingsha

### Am längsten an der Spitze
Männer (Stand Juli 2025)
1. 64 Monate –  Ma Long (maximal 34 Monate am Stück)
2. 59 Monate –  Wang Liqin (maximal 26 Monate am Stück)
3. 58 Monate –  Fan Zhendong (maximal 33 Monate am Stück)
4. 34 Monate –  Wang Hao (maximal 27 Monate am Stück)
5. 23 Monate –  Xu Xin (maximal 12 Monate am Stück)
6. 17 Monate –  Ma Lin (maximal 8 Monate am Stück)
7. 12 Monate –  Wang Chuqin (maximal 11 Monate am Stück)
8. 11 Monate –  Timo Boll (maximal 5 Monate am Stück)
9. 7 Monate –  Zhang Jike (am Stück)
10. 5 Monate –  Lin Shidong (am Stück bis Juli 2025)
11. 2 Monate –  Dimitrij Ovtcharov (am Stück)
12. 1 Monat –  Werner Schlager

Frauen (Stand Juli 2025)
1. 82 Monate –  Zhang Yining (maximal 60 Monate am Stück)
2. 53 Monate –  Ding Ning (maximal 22 Monate am Stück)
3. 48 Monate –  Wang Nan (am Stück)
4. 38 Monate –  Sun Yingsha (maximal 36 Monate am Stück bis Juli 2025)
5. 35 Monate –  Chen Meng (maximal 26 Monate am Stück)
6. 33 Monate –  Liu Shiwen (maximal 13 Monate am Stück)
7. 9 Monate –  Li Xiaoxia (maximal 7 Monate am Stück)
8. 9 Monate –  Zhu Yuling (maximal 6 Monate am Stück)
9. 5 Monate –  Guo Yan (maximal 4 Monate am Stück)
10. 1 Monat –  Guo Yue

## Berechnungsgrundlagen

### Berechnung ab 2021
Ab Anfang 2021 gelten angepasste Regeln.
- Punkte sind generell nur 12 Monate lang gültig, auch solche, die bei Weltmeisterschaften und Olympischen Spielen erzielt werden.
- Die Berechnung basiert auf den acht besten Ergebnissen des Berechnungszeitraumes.
- Statt monatlich erscheint die aktuelle Rangliste nun an jedem Dienstag, also wöchentlich.

Siege in Wettbewerben werden wie folgt gewichtet:
| Wettbewerb                                            | Punkte |
| ----------------------------------------------------- | ------ |
| WTT Grand Smash                                       | 2000   |
| Weltmeisterschaft                                     | 2000   |
| Olympische Spiele                                     | 2000   |
| WTT Cup Finals                                        | 1500   |
| ITTF World Cup                                        | 1500   |
| WTT Champions                                         | 1000   |
| WTT Star Contender                                    | 600    |
| Kontinentale Turniere (ETTU Cup, Europameisterschaft) | 500    |
| WTT Contender                                         | 400    |
| Multi Sport Games                                     | 100    |

WTT-Turniere erhalten also in Hinsicht auf die Rangliste eine erhöhte Bedeutung. WTT ist die ausgegründete Wirtschafts- und Vermarktungstochter des Weltverbandes ITTF.

### Berechnung ab 2018
Bei Individual-Wettbewerben gibt es Punkte in Abhängigkeit von der erreichten Runde; wer in der Qualifikations-Gruppenphase ausscheidet, erhält dort Punkte für jedes gewonnene Einzel, auch für die bloße Teilnahme werden Punkte vergeben. Wer als Gesetzter sofort in der ersten Stufe der K.-o.-Runde ausscheidet, erhält nur die Hälfte der vorgesehenen Punkte. Bei Team-Wettbewerben gibt es für jedes gewonnene Einzel Punkte in Abhängigkeit von der Stufe und Phase des Turniers. Insgesamt fließen maximal acht Ergebnisse – darunter maximal ein Ergebnis aus kontinentalen Meisterschaften/Cups (Kontinentalspiele unterliegen keiner Beschränkung) – der letzten zwölf Monate in die Berechnung ein. WM-Ergebnisse zählen ca. zwei Jahre bis zur nächsten WM desselben Typs (Team- bzw. Individual-WM), World Cups, Kontinentalmeisterschaften und die Grand Finals bis zur nächsten Edition. Damit belohnt das neue System aktive Spieler, die regelmäßig an internationalen Turnieren teilnehmen, sodass wenige gute Ergebnisse nicht mehr ausreichen, um eine gute Position zu behalten. Die besten Spieler der traditionell schwächeren Kontinente (z. B. Ozeanien) haben es ebenfalls leichter, eine gute Platzierung zu erreichen, da es bspw. schon über 3000 Punkte einbringt, den Oceania Cup zu gewinnen und am World Cup teilzunehmen, für den man sich durch den Oceania Cup qualifiziert hat (so sprang der Australier David Powell im Januar 2018 von Rang 336 auf 119).
Die Ranglisten für die einzelnen Altersgruppen (U21, U18 und U15) werden außerdem nicht mehr durch den Ausschluss der zu alten Spieler gebildet, sondern ebenfalls nach einem kumulativen System, das aber nur Turniere für die entsprechenden Altersgruppen berücksichtigt. U21-Spieler, die bereits nur noch an Turnieren im Erwachsenenbereich teilnehmen, werden somit nicht mehr in der U21-Weltrangliste geführt. In der U-21-Liste werden zudem nur die besten sechs Ergebnisse berücksichtigt, in der U-18- und der U-15-Liste fünf.
Für 2019 wurden einige Änderungen vorgenommen, unter anderem wurden die Punktabstände in der Hauptrunde erhöht – so erhalten Zweitplatzierte nur noch 75 % bis 85 % statt 90 % der Punkte des Erstplatzierten –, und das Ausscheiden Gesetzter in der ersten Runde führt nicht mehr zur Halbierung der Punkte.
Olympische Spiele
| Sieg | Zweiter | Dritter | Vierter | Viertelfinale | letzte 16 | letzte 32 | 2. Runde | 1. Runde | Vorrunde | Siege Team |
| ---- | ------- | ------- | ------- | ------------- | --------- | --------- | -------- | -------- | -------- | ---------- |
| 3000 | 2550    | 1950    | 1800    | 1500          | 1200      | 900       | 600      | 450      | 300      | 250        |

Individual-Weltmeisterschaften
| Sieg | Zweiter | Halbfinale | Viertelfinale | letzte 16 | letzte 32 | letzte 64 | letzte 128 | Vorrunde | Gruppe: 2. | Gruppe: 3. | Gruppe: 4. | Gruppe: 5. |
| ---- | ------- | ---------- | ------------- | --------- | --------- | --------- | ---------- | -------- | ---------- | ---------- | ---------- | ---------- |
| 3000 | 2550    | 1950       | 1500          | 1200      | 900       | 600       | 450        | 300      | 225        | 150        | 75         | 30         |

Team-Weltmeisterschaften
| Championship Division    | Championship Division | 2. Division              | 2. Division        | 3. Division              | 3. Division        |
| Gruppenphase/ Hauptrunde | Platzierungsspiele    | Gruppenphase/ Hauptrunde | Platzierungsspiele | Gruppenphase/ Hauptrunde | Platzierungsspiele |
| ------------------------ | --------------------- | ------------------------ | ------------------ | ------------------------ | ------------------ |
| 250                      | 180                   | 100                      | 72                 | 50                       | 36                 |

World Cup
| Sieg | Zweiter | Dritter | Vierter | Viertelfinale | letzte 16 | Platz 17–20 | Siege Team |
| ---- | ------- | ------- | ------- | ------------- | --------- | ----------- | ---------- |
| 2550 | 1915    | 1660    | 1530    | 1275          | 1020      | 765         | 250        |

World Tour
|                     | Sieg | Zweiter | Halbfinale | Viertelfinale | letzte 16 | letzte 32 | Qual. letzte 32 | Qual. letzte 64 | Qual. letzte 128 | Qual. letzte 256 | Qual. letzte 512/Teilnahme |
| ------------------- | ---- | ------- | ---------- | ------------- | --------- | --------- | --------------- | --------------- | ---------------- | ---------------- | -------------------------- |
| Grand Finals        | 2550 | 2040    | 1660       | 1275          | 1020      |           |                 |                 |                  |                  |                            |
| World Tour Platinum | 2250 | 1800    | 1465       | 1125          | 900       | 675       | 450             | 340             | 225              | 170              | 115                        |
| World Tour          | 1800 | 1440    | 1170       | 900           | 720       | 540       | 360             | 270             | 180              | 135              | 90                         |

Challenge Series
|                | Sieg | Zweiter | Halbfinale | Viertelfinale | letzte 16 | letzte 32 | letzte 64 |
| -------------- | ---- | ------- | ---------- | ------------- | --------- | --------- | --------- |
| Challenge Plus | 1100 | 880     | 715        | 550           | 440       | 330       | 220       |
| Challenge      | 850  | 680     | 555        | 425           | 340       | 255       | 170       |

Challenge Series Qualifikation
| Qual.: nur Gruppen         | Gruppen-2.      | Gruppen-3.       | Gruppen-4.       | Teilnahme        |                             |
| -------------------------- | --------------- | ---------------- | ---------------- | ---------------- | --------------------------- |
| Challenge Plus             | 165             | 110              | 85               | 30               |                             |
| Challenge                  | 130             | 85               | 65               | 20               |                             |
| Qual.: Gruppen+1 Vorrunde  | Vorrunde 1      | Gruppen-2.       | Gruppen-3.       | Gruppen-4.       | Teilnahme                   |
| Challenge Plus             | 165             | 110              | 85               | 55               | 30                          |
| Challenge                  | 130             | 85               | 65               | 45               | 20                          |
| Qual.: Gruppen+2 Vorrunden | Vorrunde 2      | Vorrunde 1       | Gruppen-2.       | Gruppen-3.       | Gruppen-4./Teilnahme        |
| Challenge Plus             | 165             | 110              | 85               | 55               | 30                          |
| Challenge                  | 130             | 85               | 65               | 45               | 20                          |
| Qual.: nur K.-o.-Runde     | Qual. letzte 64 | Qual. letzte 128 | Qual. letzte 256 | Qual. letzte 512 | Qual. letzte 1024/Teilnahme |
| Challenge Plus             | 165             | 110              | 85               | 55               | 30                          |
| Challenge                  | 130             | 85               | 65               | 45               | 20                          |

Individual-Kontinentalwettbewerbe
|                   | Sieg | Zweiter | Halbfinale/ Dritter | Vierter | Viertelfinale/ Fünfter | Sechster | Siebter | Achter | letzte 16 | letzte 32 | letzte 64 | letzte 128 | Qual. letzte 32 | Qual. letzte 64 | Qual. letzte 128 | Qual. letzte 256 | Siege Team | Siege Gruppenphase | Teilnahme |
| ----------------- | ---- | ------- | ------------------- | ------- | ---------------------- | -------- | ------- | ------ | --------- | --------- | --------- | ---------- | --------------- | --------------- | ---------------- | ---------------- | ---------- | ------------------ | --------- |
| Spiele            | 1050 | 790     | 685                 | 630     | 525                    | 500      | 475     | 445    | 420       | 315       | 210       | 160        | 160             | 105             | 80               | 55               | 70         | 18                 | 6         |
| Meisterschaft/Cup | 1800 | 1350    | 1170                | 1080    | 900                    | 855      | 810     | 765    | 720       | 540       | 360       | 270        | 270             | 180             | 135              | 90               |            | 25                 | 12        |
| Multi-Sport       | 600  | 450     | 390                 | 360     | 300                    | 285      | 270     | 255    | 240       | 180       | 120       | 90         | 90              | 60              | 45               | 30               |            | 10                 | 5         |
| Sonstige          | 300  | 225     | 195                 | 180     | 150                    | 143      | 136     | 130    | 120       | 90        | 60        | 45         | 45              | 30              | 23               | 15               |            | 3                  | 1         |

Team-Kontinentalmeisterschaften
| 1. Division              | 1. Division        | 2. Division              | 2. Division        | 3. Division              | 3. Division        |
| Gruppenphase/ Hauptrunde | Platzierungsspiele | Gruppenphase/ Hauptrunde | Platzierungsspiele | Gruppenphase/ Hauptrunde | Platzierungsspiele |
| ------------------------ | ------------------ | ------------------------ | ------------------ | ------------------------ | ------------------ |
| 180                      | 140                | 90                       | 75                 | 60                       | 50                 |

### Alte Berechnung (bis 2017)

#### Wertungspunkte
Wertungspunkte werden bei der Teilnahme an solchen Turnieren vergeben, die von der ITTF als Wertungsturnier vorgesehen sind. Bei jedem Match zwischen Spielern, die bereits eine Wertungszahl haben, erhöht sich die Wertungszahl des Siegers um eine Zahl s, die des Verlierers reduziert sich um eine Zahl v. Die Zahlen s und v sind abhängig von der Differenz der Spielstärke (Wertungszahl abzüglich Bonuspunkte (siehe unten)) der Beteiligten sowie der Klassifikation des Turniers durch die ITTF.
Bei solch einem Match werden zunächst Basispunkte vergeben. Diese hängen ab von der Differenz der Spielstärke (Wertungszahl abzüglich Bonuspunkte (siehe unten)) der Beteiligten und der Tatsache, ob das Ergebnis "erwartet" oder "unerwartet" ausfällt. Hat der Spieler mit der höheren Wertungszahl gewonnen, dann ist das ein "erwartetes Ergebnis", andernfalls ein "unerwartetes Ergebnis". Die Basispunkte werden multipliziert mit einem Faktor 1, 1,5 oder 2 abhängig davon, ob das Turnier von der ITTF in die Klasse R3, R2 oder R1 eingestuft wurde. Entsteht durch die Multiplikation mit 1,5 keine natürliche Zahl, dann wird das Produkt auf die nächsthöhere natürliche Zahl aufgerundet.
| Punktdifferenz | R3 Faktor 1 | R2 Faktor 1,5 | R1 Faktor 2 |
| -------------- | ----------- | ------------- | ----------- |
| > 750          | 0           | 0             | 0           |
| 501–750        | 1           | 2             | 2           |
| 401–500        | 2           | 3             | 4           |
| 301–400        | 3           | 5             | 6           |
| 201–300        | 4           | 6             | 8           |
| 151–200        | 5           | 8             | 10          |
| 101–150        | 6           | 9             | 12          |
| 51–100         | 7           | 11            | 14          |
| 26–50          | 8           | 12            | 16          |
| 1–25           | 9           | 14            | 18          |

| Punktdifferenz | R3 Faktor 1 | R2 Faktor 1,5 | R1 Faktor 2 |
| -------------- | ----------- | ------------- | ----------- |
| 0–24           | 10          | 15            | 20          |
| 25–49          | 12          | 18            | 24          |
| 50–99          | 14          | 21            | 28          |
| 100–149        | 16          | 24            | 32          |
| 150–199        | 20          | 30            | 40          |
| 200–299        | 24          | 36            | 48          |
| 300–399        | 28          | 42            | 56          |
| 400–499        | 32          | 48            | 64          |
| 500–749        | 36          | 54            | 72          |
| > 749          | 40          | 60            | 80          |

Die (Minus-)Punkte für den Verlierer werden immer mit dem Faktor 1 errechnet.
Ein Sonderfall liegt vor, wenn in einem Match zwischen den Spielern A und B der Spieler A eine Wertungszahl hat, der Spieler B dagegen nicht. Gewinnt A, dann erhält er keine Punkte. Verliert A, dann reduziert sich seine Wertungszahl um 10.
Hat ein Spieler 12 Monate lang nicht an einem Wertungsturnier teilgenommen, dann wird er nicht mehr in der Weltrangliste aufgeführt, jedoch behält er seine Wertungspunkte.

##### Beispiel
Betrachtet man ein Match Timo Boll gegen Ma Long in der Turnierklasse R1 und legt die Weltrangliste vom 1. Juli 2011 zugrunde. Hier hat Boll eine Wertungszahl von 2818, Ma Long von 2710. Die Differenz der Wertungszahlen beträgt somit 108. Dabei gehen wir hier vereinfachend davon aus, dass in den Wertungszahlen keine Bonuspunkte enthalten sind.
Falls Boll gewinnt, dann handelt es sich um ein erwartetes Ergebnis. Daher erhöht sich die Wertungszahl vom Sieger Boll um 12 (6 Basispunkte aus Tabelle 1 mit Faktor 2), die Wertungszahl des Verlierers Ma Long reduziert sich um 6 (da diese mit dem Faktor 1 gewichtet wird).
Falls dagegen Boll verliert, dann handelt es sich um ein unerwartetes Ergebnis. Die Wertungszahl des Siegers Ma Long erhöht sich um 32 (16 Basispunkte aus Tabelle 2 mit Faktor 2), der Verlierer Boll büßt 16 Punkte ein.

#### Bonuspunkte
Für vordere Platzierungen in bestimmten Turnieren vergibt die ITTF Bonuspunkte. Dazu ordnet die ITTF wichtige Turniere in die vier Klassen B1, B2, B3, B4 ein. Beispielsweise gehören zur Klasse B1 die Weltmeisterschaften und Olympischen Spiele, zu B2 die ITTF Pro Tour - Grand Finals, zu B3 die ITTF Pro Tour-Turniere und die Europameisterschaften, zu B4 regionale Veranstaltungen.
Die Bonuspunkte sind genau 12 Monate gültig und werden danach von der Wertungszahl wieder abgezogen.
|                             | B1 | B2 | B3 | B4 |
| --------------------------- | -- | -- | -- | -- |
| Sieger                      | 56 | 40 | 24 | 8  |
| Zweiter                     | 49 | 35 | 21 | 7  |
| Dritter                     | 45 | 32 | 19 | 6  |
| Verlierer Halbfinale        | 42 | 30 | 18 | 6  |
| Verlierer Viertelfinale     | 35 | 25 | 15 | 5  |
| Platz unter den letzten 16  | 28 | 20 | 12 | 4  |
| Platz unter den letzten 32  | 21 | 15 | 9  | 3  |
| Platz unter den letzten 64  | 14 | 10 | 6  | 2  |
| Platz unter den letzten 128 | 7  | 5  | 3  | 1  |

Beispielsweise erhält ein Olympiasieger 56 Bonuspunkte, da dies ein B1-Turnier ist. Die Verlierer des Viertelfinales einer Europameisterschaft bekommen 15 Bonuspunkte.